# ムンタワイ諸島

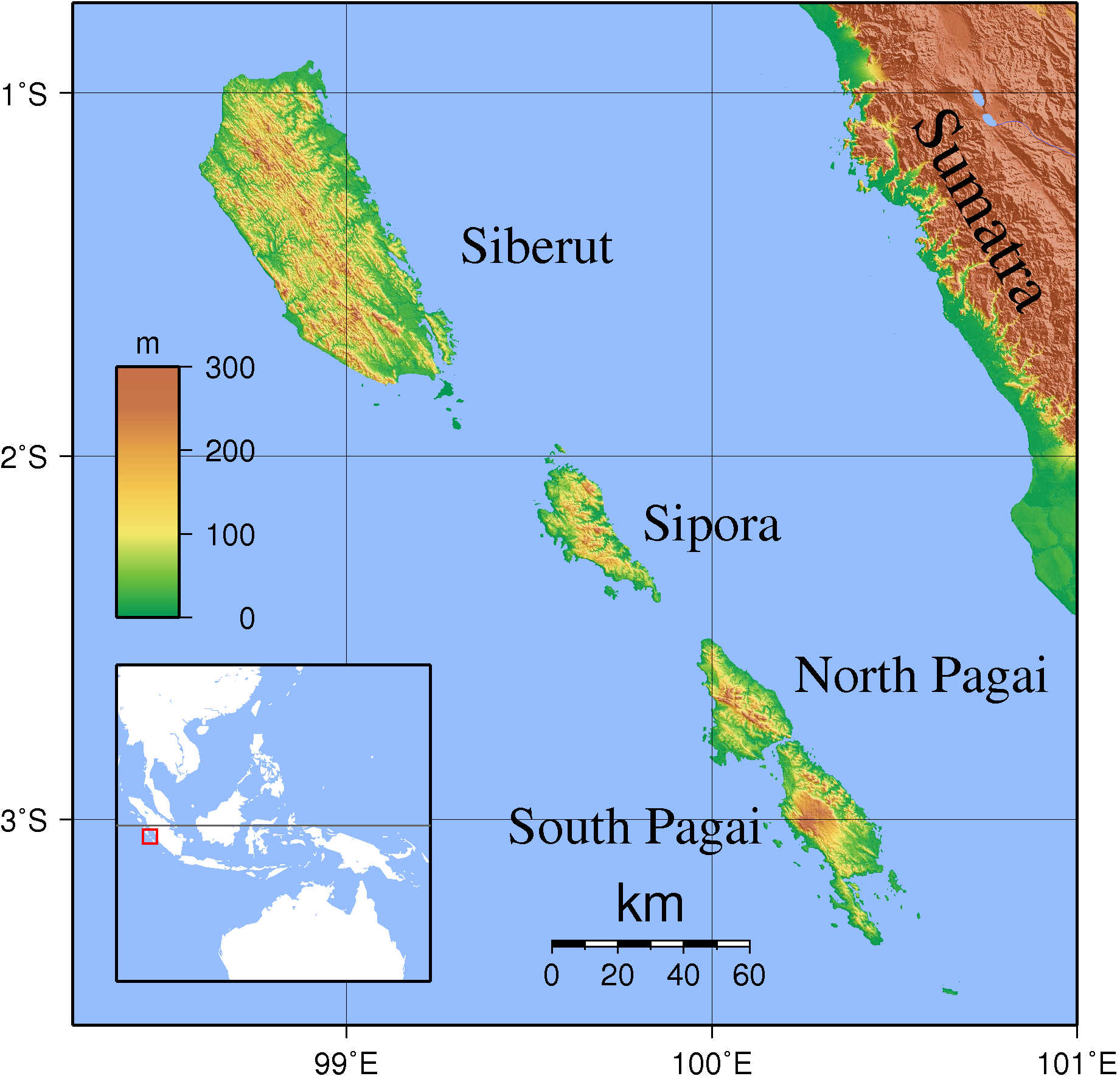
ムンタワイ諸島の位置

ムンタワイ諸島（ムンタワイしょとう）（Kepulauan Mentawai）は、インドネシア、スマトラ島の西にある諸島である。メンタワイ諸島とも。スマトラ島とはムンタワイ海峡で隔てられる。主な島はシブルット島、シパラ島、北パガイ島、南パガイ島など。
北側にはバトゥ諸島（Kepulauan Batu）、バニャック諸島（Kepulauan Banjak）と続く。南側にはエンガーノ島（Pulau Enggano）が浮かぶ。ムンタワイ諸島は行政区では西スマトラ州に属する。